# جاده به پالوما
جاده به پالوما (به انگلیسی: Road to Paloma) یک فیلم هیجان انگیز درام آمریکایی محصول سال ۲۰۱۴، به کارگردانی، تهیه کنندگی، نویسندگی و بازیگری جیسون موموآ است. این فیلم در ۱۱ ژوئیه ۲۰۱۴ اکران شد.

## داستان
ولف، آمریکایی بومی است که پس از قتل متجاوز مادرش، از قانون فرار می‌کند. شش ماه بعد، او با فردی به نام کَش ملاقات می‌کند و به سوی شمال به سمت اموال خواهرش می‌رود و قصد دارد تا خاکستر مادرش را پخش کند، اما با قانون درست پشت سر او، رؤیای او برای قرار دادن روح مادرش در صلح ممکن است به بهایی برسد…

## بازیگران
- جیسون موموآ در نقش رابرت ولف[۲]
- سارا شاهی در نقش ایوا[۴]
- لیسا بونت در نقش مگدالنا
- مایکل ریموند-جیمز در نقش ایرلندی
- وس استودی در نقش نومای
- جیل واگنر در نقش سندی
- تیموتی وی مورفی در نقش ویلیامز
- کریس براونینگ در نقش شفر
- جیمز هاروی وارد در نقش بیلی
- لیندن چیلز در نقش باب
- استیو ریویس در نقش توتونکا
- تانوا رید در نقش موس
- رابرت هومر مالوهن در نقش کش
- لنس هنریکسن در نقش نماینده اف‌بی‌آی کلی

## تولید
در اکتبر ۲۰۱۱ جیسون موموآ اظهار داشت که در یک پروژه آتی به نام جاده به پالوما در حال نویسندگی، کارگردانی و بازیگری است.
فیلمبرداری با قیمت ۶۰۰۰۰۰ دلار، در فوریه ۲۰۱۲ در نیدلز، کالیفرنیا آغاز شد و باقی تولید در لس آنجلس و بیشاپ ادامه یافت.
موموآ برای موسیقی این فیلم، با گروه‌های پاول اند راپ و رولینگ استونزهمکاری کرد.

### انتشار
در تاریخ ۱۳ اوت ۲۰۱۳ اعلام شد WWE Studios و انکور بی اینترتیمنت حق توزیع این فیلم را در آمریکای شمالی، انگلستان، استرالیا و نیوزلند را بدست آورده‌اند. انتشار آن برای اواخر سال ۲۰۱۳ برنامه‌ریزی شده بود. این فیلم در آوریل ۲۰۱۴ در جشنواره فیلم ساراسوتا به نمایش درآمد و بررسیهای مثبتی را به دست‌آورد.